# Рейхскомиссариат Московия
Рейхскомиссариат Московия (нем. Reichskommissariat Moskowien) — гражданский оккупационный режим, который нацистская Германия намеревалась создать в центральной и северной частях Европейской России во время Второй мировой войны, один из нескольких аналогичных рейхскомиссариатов. Рейхскомиссаром должен был стать Зигфрид Каше, но из-за неспособности немцев занять территории, предназначенные для образования рейхскомиссариата, он остался им только на бумаге.

## Происхождение
Нацистская Германия намеревалась уничтожить Россию навсегда, независимо от того, была ли она капиталистической, коммунистической или царской. Политика лебенсраума Адольфа Гитлера, выраженная в «Майн Кампф», заключалась в том, чтобы вытеснить русских жителей — так же как других славян в Польше и большей части Восточной Европы — и либо изгнать большинство из них за пределы Уральских гор, либо истребить их различными способами. В рамках Генерального плана Ост должно было поощряться немецкое колониальное заселение.
По мере продвижения кампании против Советского Союза на восток оккупированные территории постепенно переходили от военной к гражданской администрации. Окончательное решение Гитлера об их управлении повлекло за собой разделение новых восточных территорий на четыре рейхскомиссариата с целью упразднения России как географического образования путём разделения её на как можно больше различных частей. Эти новые учреждения должны были находиться под номинальным контролем рейхсляйтера Альфреда Розенберга в качестве главы имперского министерства оккупированных восточных территорий. Однако руководители этих провинций, рейхскомиссары, должны были подчиняться непосредственно самому Гитлеру и отчитываться только перед ним. Завоёванные территории большей части России первоначально должны были называться Reichskommissariat Russland (Рейхскомиссариат Россия) по планам Розенберга, хотя впоследствии он был переименован в Moskowien (Московия), а неформально также носил название Moskau (Москва). Эти восточные районы должны были стать наиболее сложными в управлении завоёванными территориями. Как следствие, управлять ими планировалось из региональных столиц и непосредственно со стороны правительства Германии в Берлине.
Эти планы так и не были выполнены, поскольку планы немецких войск захватить Москву и центральную часть России в ходе операции «Тайфун» провалились. Поэтому завоёванные территории так и не были переданы под нацистское гражданское правление.

## Территориальное планирование
Предусматриваемая территория включала большую часть Европейской части России между Уральскими горами (а также некоторые районы к востоку от них, включая город Свердловск) и её границами с Финляндией, странами Балтии, Беларусью и Украиной. Российские части Кавказского региона должны были контролироваться отдельным Рейхскомиссариатом Кавказ, а остальная часть юга России должна была быть интегрирована в Рейхскомиссариат Украина для его предполагаемого расширения на восток до границы с Казахстаном. Небольшие части, которые были исключены, — это Псковская, Смоленская и Ленинградская области (входящие в состав Рейхскомиссариата Остланд), Восточная Карелия и Кольский полуостров, которые были обещаны воюющей Финляндии за её вклад в проведение восточной кампании в 1941 году. Таким образом, рейхскомиссариат охватывал бы более или менее те же самые земли, которые когда-то находились под контролем средневекового Московского государства. Окончательная территория должна была быть ограничена на западе Рейхскомиссариатом Остланд и границей с Финляндией, на севере — Северным Ледовитым океаном, на востоке — Уральскими горами (будущую границу немецкой сферы влияния с японской) и рекой Урал, на юге — обширным рейхскомиссариатом Украина.
Планируемые административные подразделения области в основном базировались на границах ранее существовавших российских областей и должны были располагаться в Ленинградской, Горьковской, Тульской, Московской, Казанской, Кировской, Молотовской и Уфимской областях.
Высказывалось предложение сделать административным центром Москву, исторический и политический центр российского государства. Когда немецкие войска приблизились к советской столице в ходе операции «Тайфун» осенью 1941 года, Гитлер решил, что Москва, как и Ленинград и Киев, будет снесена, а её 4 миллиона жителей убиты, чтобы уничтожить её в качестве возможного центра большевистского сопротивления. Для этого Москву планировалось затопить большим искусственным озером, открыв шлюзы канала Москва — Волга. В ходе наступления на Москву Отто Скорцени поставили задачу захватить эти плотинные сооружения.
На конференции 16 июля 1941 года Гитлер высказал свои личные пожелания о разделе восточных территорий, которые должны были быть переданы Германии. Крымский полуостров вместе с обширной внутренней территорией на севере, охватывающей большую часть юга Украины, должны были быть «очищены» от всех существующих иностранцев и заселены исключительно немцами (вербауэрами), став территорией рейха (частью Германии). С бывшей австрийской частью Галиции должны были поступить аналогичным образом. Кроме того, прибалтийские государства, «волжскую колонию» и Бакинский район (в качестве военной концессии) также планировалось присоединить к рейху.
Сначала планы предполагали восточную границу по линии «А-А», условной границе, проходящей вдоль Волги между двумя городами — Архангельском и Астраханью. Поскольку ожидалось, что Советский Союз не будет полностью уничтожен, а сохранится как государство-обрубок, предусматривались воздушные бомбардировки (несмотря на практически полное отсутствие стратегических бомбардировщиков в арсенале люфтваффе, способных совершать такие налёты) остальных вражеских промышленных центров дальше линии «А-А» на восток.
В дискуссии с датским министром иностранных дел Скавениусом 2 ноября 1942 года немецкий министр иностранных дел Риббентроп заявил, что немцы надеются в конечном счёте разделить азиатскую Россию на несколько безобидных «крестьянских республик» после того, как Германия оккупирует европейскую часть страны.

## Описание
Рейхскомиссариат предполагалось создать на территории в 2,9 млн км² с населением в 50—60 млн человек. Исключалась значительная часть территорий современной европейской России: Карелия, Кольский полуостров и Карельский перешеек передавались бы Финляндии; южнорусские земли (Брянщина, Орловщина, Липецк, Тамбовщина, Саратов) — Украине, западнорусские земли (Псковщина, Смоленщина) — Остланду.
А. Розенберг считал политической целью операции «Барбаросса» не только абсолютное уничтожение советской власти, но и освобождение рейха от «восточного кошмара на столетия вперёд», то есть ликвидацию России, независимо от её политической идеологии. Россия как крупнейшее славянское государство и потенциальный центр панславизма, по мнению нацистов, была главным историческим соперником и угрозой для германских стран.
В меморандуме, направленном Розенбергу в марте 1942 года, нацистский антрополог Отто Рехе выступал за идею «уничтожения» крупного ядра нации и разделения его на более мелкие и исторические восточно-славянские этносы, существовавшие в средневековье, такие как например вятичи и северяне. Даже белорусский и украинский этносы, по мнению антрополога, были «опасно большими». Гитлер неоднократно говорил о том, что такие слова, как «русское» и «Россия», следует запретить, заменив на «московское» и «Московия».
Фарфоровым заводом в Мейсене были выпущены тарелки с изображением Спасской башни Московского Кремля, увенчанной германским орлом.

## Политическое руководство
Изначально, 7 апреля 1941 года, Розенберг предложил Эриха Коха, известного даже среди нацистов как особо жестокого вождя, в качестве рейхскомиссара провинции.
Эта оккупация действительно будет иметь совершенно иной характер, чем в балтийских провинциях, на Украине и на Кавказе. Она будет направлена на подавление любого российского или большевистского сопротивления и [sic] требует абсолютно безжалостной личности, не только со стороны военного представительства, но и со стороны потенциального политического руководства. Полученные задания записывать не нужно.

— Альфред Розенберг, меморандум от 7 апреля 1941 г.
Кох отклонил свою кандидатуру в июне того же года, потому что, по его словам, она была «полностью неблагоприятной», а позднее ему был предоставлен контроль над Рейхскомиссариатом Украина. Гитлер предложил в качестве альтернативы Вильгельма Кубе, но это предложение было отклонено после того, как Герман Геринг и Розенберг сочли его слишком старым для этой должности (тогда Кубе было около пятидесяти), и вместо этого назначили в Остланд. Вместо него был выбран посол Германии в Загребе, обергруппенфюрер СА Зигфрид Каше. Гамбургский сенатор и группенфюрер СА Вильгельм фон Альверден выдвинул свою кандидатуру на пост комиссара по экономическим вопросам Московской области. Против кандидатуры Каше выступил Генрих Гиммлер, который рассматривал происхождение Каше в СА как проблему и в разговоре с Розенбергом характеризовал его как «бюрократа, не обладающего необходимой энергией или силой и являющегося откровенным противником СС».
Эрих фон дем Бах-Залевский должен был стать региональным высшим руководителем СС и милиции, и с этой целью он уже был назначен в Группу армий «Центр» HSSPF-Russland-Mitte (Центральная Россия). Одило Глобочник, в то время начальник СС и полиции Люблина, должен был возглавить самый восточный район Московского рейхскомиссариата — Свердловский генералкомиссариат. Розенберг предложил графа Вольфа-Генриха фон Хельдорфа в качестве гаупткомиссара Ярославской области.